# Opacitat en vidre esmerilat

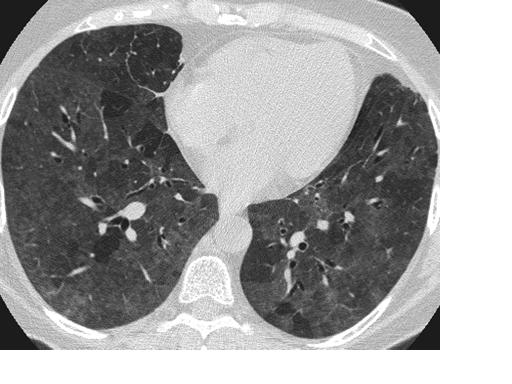
TC d'alta resolució: augment de la densitat en zones de vidre esmerilat i atrapament d'aire en els lòbuls inferiors en un pacient amb alveolitis al·lèrgica extrínseca.

En radiologia, l'opacitat en vidre esmerilat és una troballa inespecífica en les exploracions de tomografia computada (TC) consistent en una opacitat bromosa que no enfosqueix les estructures bronquials o vasos pulmonars subjacents, que indica un ompliment parcial d'espais d'aire als pulmons per exsudat o transsudat, per un engrossiment intersticial o un col·lapse parcial dels alvèols pulmonars.:95

## Signe d'halo invers

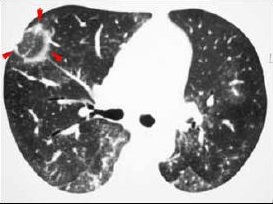
TC amb halo invertit en un cas de bronquiolitis obliterant amb pneumònia organitzativa.

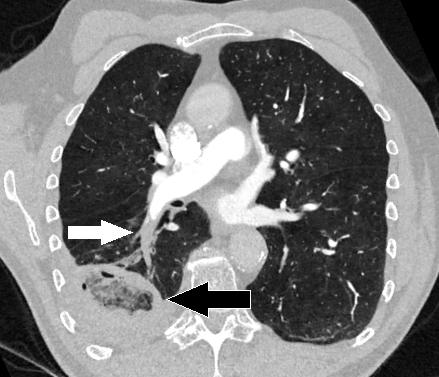
TC amb halo invertit (fletxa negra) per infart pulmonar per embòlia pulmonar crònica (fletxa blanca)

Un signe d'halo invers és una opacitat en vidre esmerilat envoltat per una consolidació més densa. Els criteris inclouen que la consolidació hauria de formar més de les tres quartes parts de circumferència i tenir almenys 2 mm de gruix. És suggestiu de bronquiolitis obliterant amb pneumònia organitzativa, però només es veu en un 20% dels individus amb aquesta malaltia. També pot estar present en l'infart pulmonar on l'halo consisteix en hemorràgia, així com en malalties infeccioses com paracoccidioidomicosi, tuberculosi, zigomicosi i aspergil·losi, així com en granulomatosi amb poliangiïtis, granulomatosi limfomatoide i sarcoïdosi.